# 소마리
《소마리》(Somari, 러시아어: Сомари)는 소닉 더 헤지혹을 비공식적으로 패미컴으로 이식하면서 주인공을 마일즈 프라우어의 신발을 신은 마리오로 변경한 해적판 게임이다. 게임 이름은 "소닉"(Sonic)과 "마리오"(Mario)의 합성어이다.
게임의 분위기는 거의 소닉의 판박이이며 원작과 달리 슈퍼 마리오의 마리오가 주인공이다.

## 변형판
이 게임은 5가지의 변형판이 존재한다.
- 소닉 더 헤지혹(Sonic the Hedgehog)
- 소닉 3D 블래스트 6(Sonic 3D Blast 6)
- 패밀리 키드(Family Kid)
- 소닉 앤 너클즈 5(Sonic and Knuckles 5)
- 도라에몽(Doraemon)